# Bagnity
Bagnity (dawna nazwa Bagnitten) – wieś w Polsce położona w województwie warmińsko-mazurskim, w powiecie ostródzkim, w gminie Małdyty.
W latach 1975–1998 miejscowość administracyjnie należała do województwa olsztyńskiego.
Bagnity wspomniane są w dokumentach z 1353, jako wieś pruska na 10 włókach. Pierwotna nazwa Begonithin najprawdopodobniej wywodzi się od imienia Prusa – Begony. W 1782 we wsi odnotowano pięć domów, natomiast w 1858 w ośmiu gospodarstwach domowych było 75 mieszkańców. W latach 1937–1939 było 143 mieszkańców. W 1973 jako przysiółek Bagnity należały do powiatu morąskiego, gmina Małdyty, poczta Janiki Wielkie.